# موتيسية خضراء
موتيسية خضراء (الاسم العلمي: Mutisia viridis) هو نوع نباتي يتبع جنس الموتيسية من فصيلة النجمية.